# Gare de Chamonix-Mont-Blanc
Ne doit pas être confondu avec Gare de Chamonix-Aiguille-du-Midi ou Gare de Chamonix-Montenvers.
La gare de Chamonix-Mont-Blanc est une gare ferroviaire française de la ligne de Saint-Gervais-les-Bains-Le Fayet à Vallorcine (frontière), située sur le territoire de la commune de Chamonix-Mont-Blanc, dans le département de la Haute-Savoie en région Auvergne-Rhône-Alpes, entre les gares de Chamonix-Aiguille-du-Midi et des Praz-de-Chamonix et accolée à la gare de Chamonix-Montenvers.
C'est une gare de la Société nationale des chemins de fer français (SNCF), desservie par des trains TER Auvergne-Rhône-Alpes.

## Situation ferroviaire

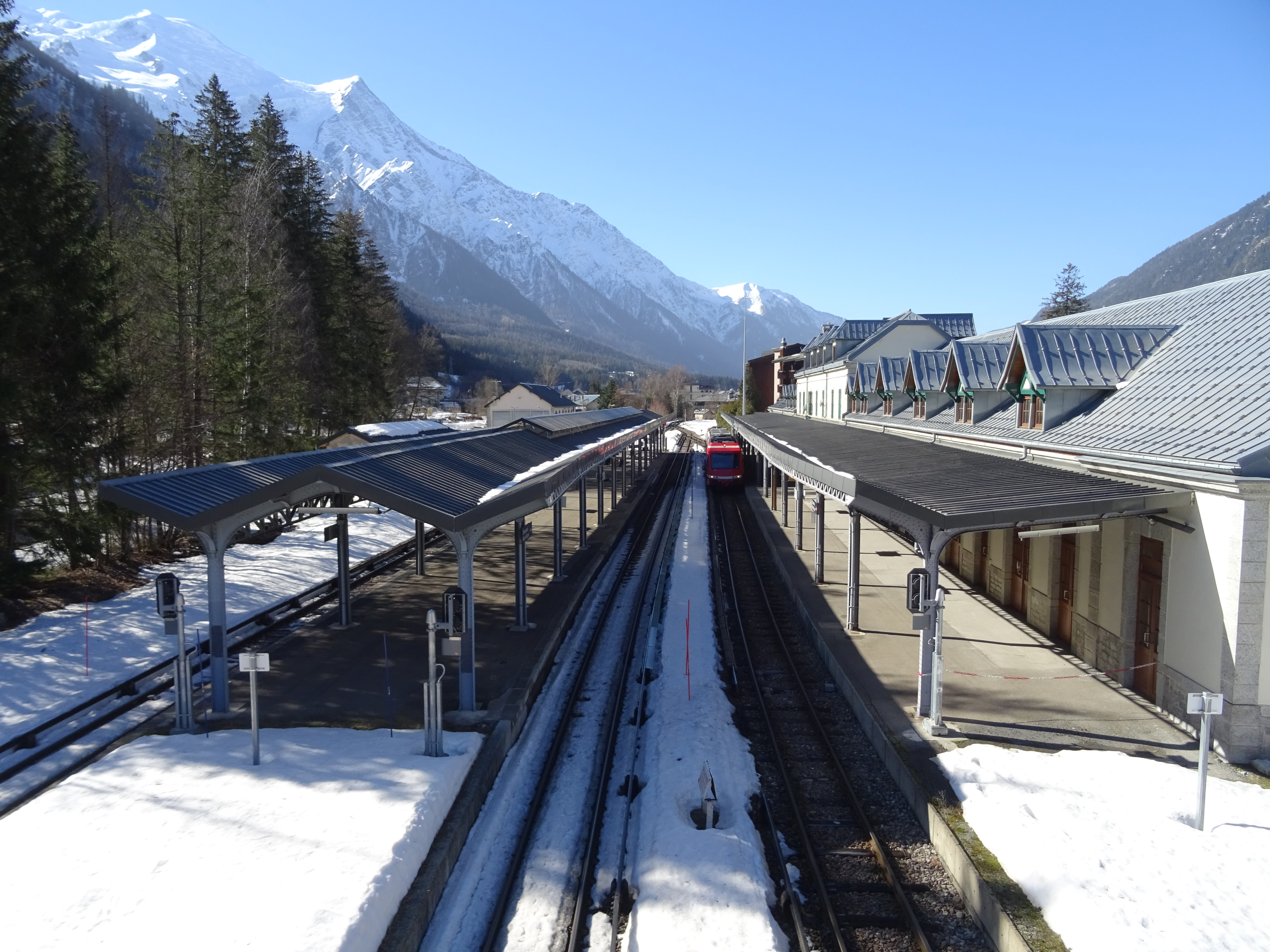
Vue des voies en direction de Saint-Gervais-les-Bains-Le Fayet.

La gare de Chamonix-Mont-Blanc est située au point kilométrique (PK) 19,029 de la ligne de Saint-Gervais-les-Bains-Le Fayet à Vallorcine (frontière), à voie métrique, entre les gares de Chamonix-Aiguille-du-Midi et des Praz-de-Chamonix. Elle est voisine de la gare de Chamonix-Montenvers située immédiatement au sud-est et accessible à pied par une passerelle au-dessus des voies de la ligne de Saint-Gervais-les-Bains-Le Fayet à Vallorcine (frontière).
Son altitude est de 1 039 mètres, en bordure du centre-ville de Chamonix-Mont-Blanc qui se trouve au nord-ouest et accessible par l'avenue Michel Croz. La gare de départ du téléphérique de l'Aiguille du Midi à 700 mètres est accessible par les rues des Allobroges et du Lyret.

## Histoire

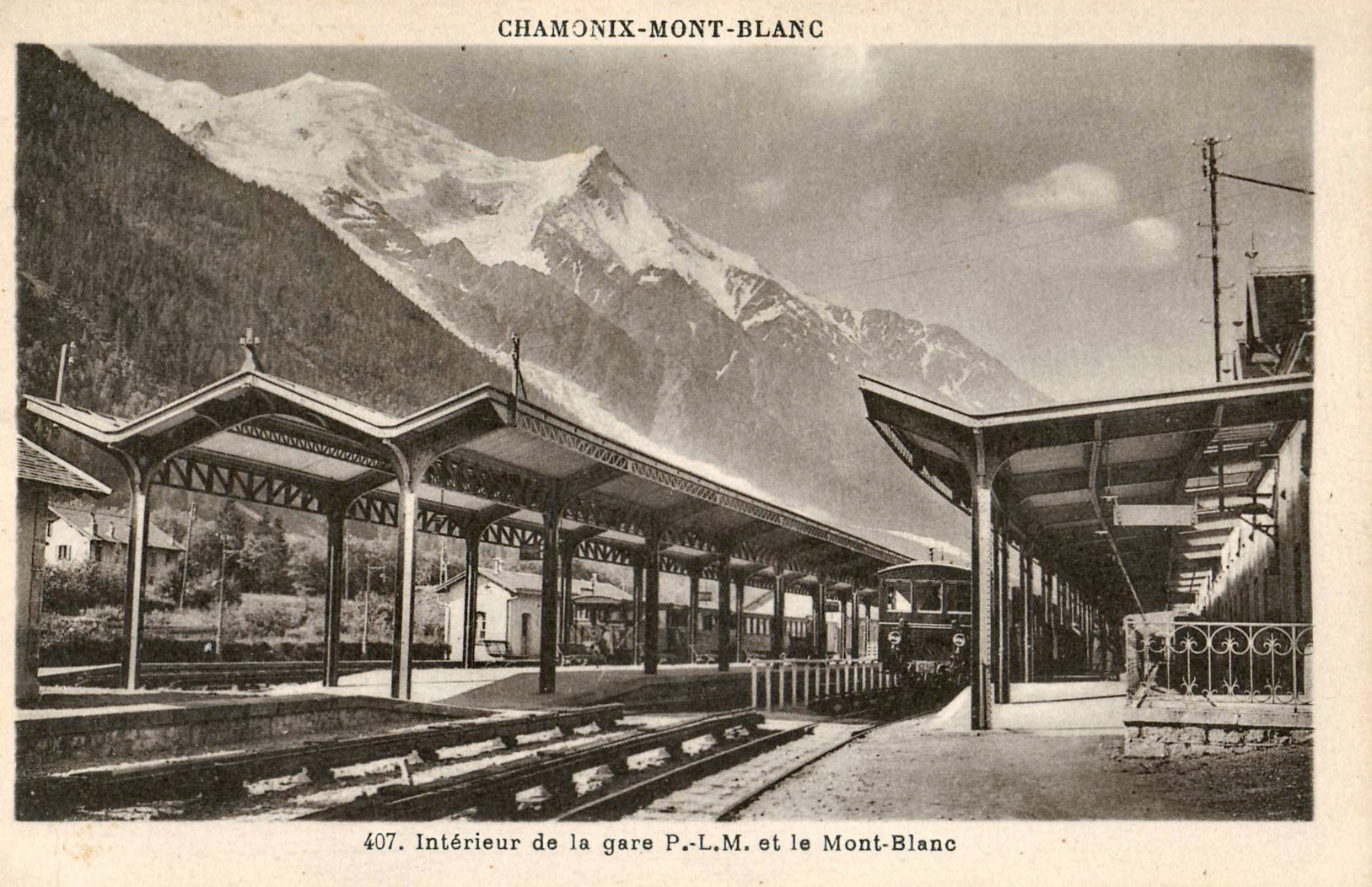
La gare, avant la Première Guerre mondiale.

La gare de Chamonix-Mont-Blanc est mise en service l'année d'achèvement de la portion de ligne de Saint-Gervais à Chamonix, en 1901. Dès l'ouverture, la traction des trains est électrique. L'arrivée du train permet de désenclaver la commune de Chamonix-Mont-Blanc. Elle favorise également l'expansion économique de la région lors des saisons hivernales et conduit, dès 1904, à l'accord pour la construction du chemin de fer du Montenvers dont la gare voisine de Chamonix-Montenvers ouvre en 1908.
En raison des caractéristiques particulières de la ligne (écartement métrique, alimentation par troisième rail), le matériel qui dessert Chamonix-Mont-Blanc est propre à cette ligne. Les rames sont numérotées Z 800 pour le matériel de 1997, appartenant à la SNCF et à TMR, et Z 850 pour le matériel de 2005-2007, appartenant à la SNCF. Ce matériel à vocation touristique assure des services TER Auvergne-Rhône-Alpes.
En 2010, quelque 35 trains journaliers permettent des dessertes de toute la vallée de Chamonix, de la Suisse jusqu'à Saint-Gervais-les-Bains. À partir de cette ville, des liaisons ferroviaires pour Lyon, Genève et Paris existent. Il y transite quelque 500 000 voyageurs annuels (environ 1 500 quotidiens).

## Service des voyageurs

### Accueil
Gare SNCF, elle dispose d'un bâtiment voyageurs, avec un guichet, ouvert tous les jours. Elle est équipée d'automates pour l'achat de titres de transports.

### Desserte
Chamonix-Mont-Blanc est desservie par des trains TER Auvergne-Rhône-Alpes qui assurent des relations entre les gares de Saint-Gervais-les-Bains-Le Fayet et de Vallorcine.

### Intermodalité
Un parking pour les véhicules est aménagé. La gare de Chamonix-Montenvers du chemin de fer du Montenvers jouxte la gare SNCF, côté voies. On y accède en empruntant une passerelle au-dessus de la gare, pour un trajet total d'une centaine de mètres. La gare est aussi desservie par les lignes Y81 et Y82 des Cars Région Haute-Savoie.

## Bâtiment voyageurs et installations
Le bâtiment voyageurs possède deux étages, dont le dernier se trouve sous la toiture (en pente, comme pour toutes les gares d'origine de la région). Les lucarnes donnant sur les combles du second étage ont une toiture en deux pans pour chaque côté d'entre elles (pour éviter notamment des hauteurs de neige trop importantes et faciliter le ruissellement de l'eau), ce qui donne l'impression d'une toiture arrondie.
La gare d'origine, inaugurée le 12 juillet 1901, mesurait 65 mètres de longueur. Face à l'afflux touristique (30 000 passagers en 1901 et plus de 160 000 à partir de 1908), elle est presque doublée en longueur (103,5 mètres) dès 1912 et son architecture est entièrement remaniée, de grandes fenêtres en chien-assis de style tyrolien venant lui donner un aspect plus montagnard. Elle comporte deux quais de 80 mètres et trois voies en service. Les quais sont protégés par des marquises métalliques de fabrication Daydé & Pillé.

## Galerie de photos

Vues de la gare
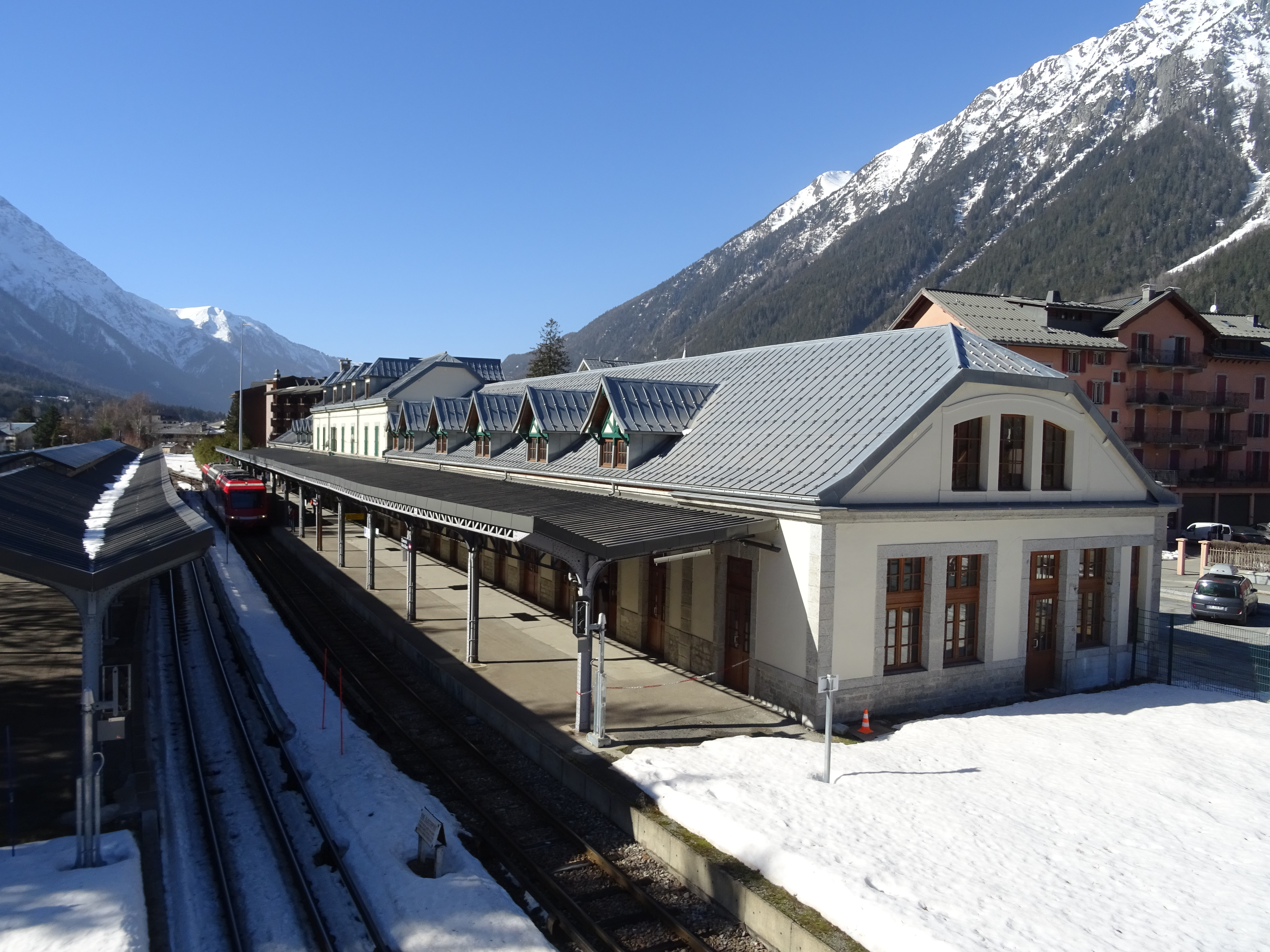
Le bâtiment voyageurs vu depuis la passerelle menant à la gare de Chamonix-Montenvers.
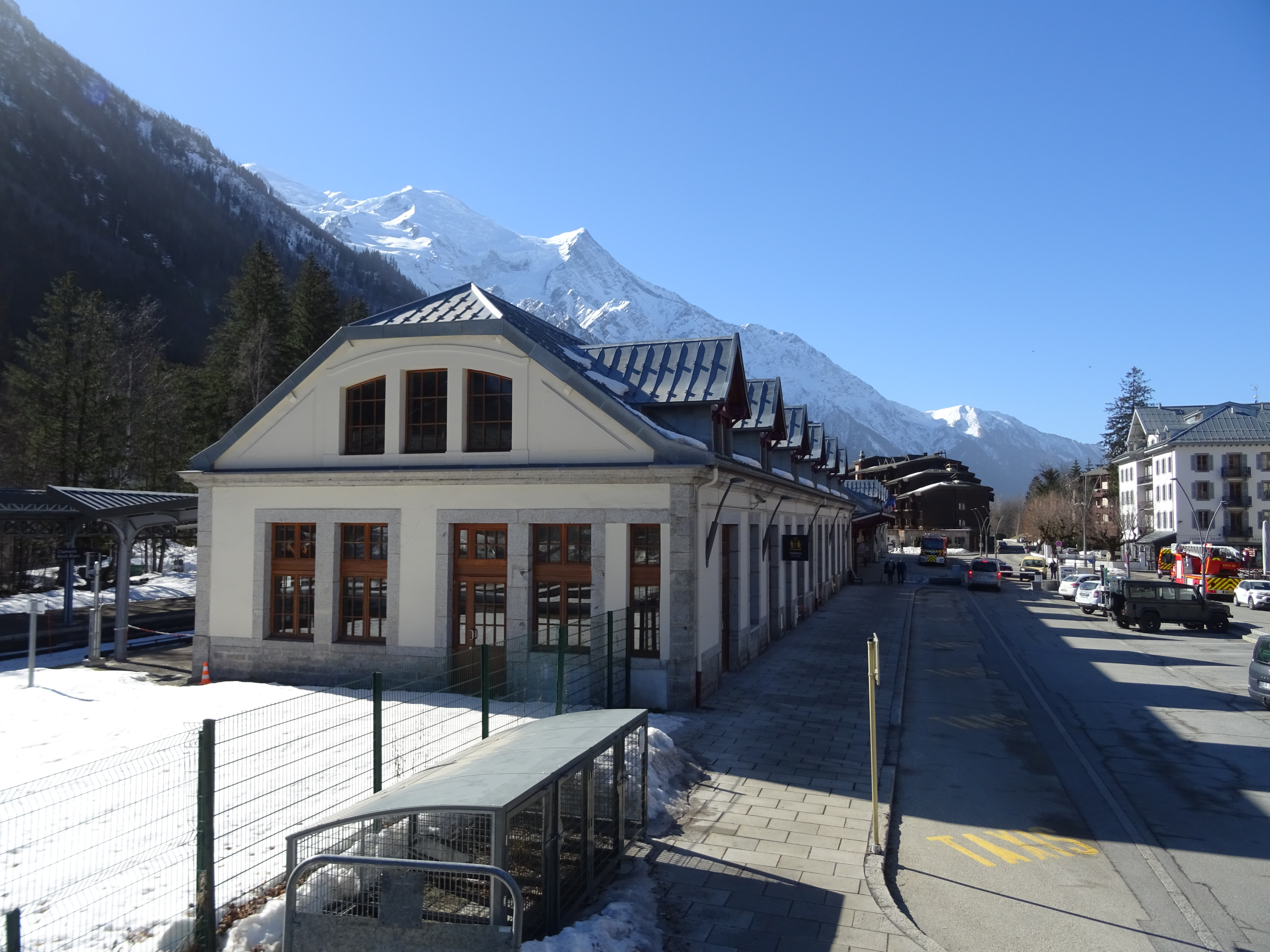
Vue de côté du bâtiment voyageurs depuis l'escalier menant à la passerelle surplombant les voies de la gare.
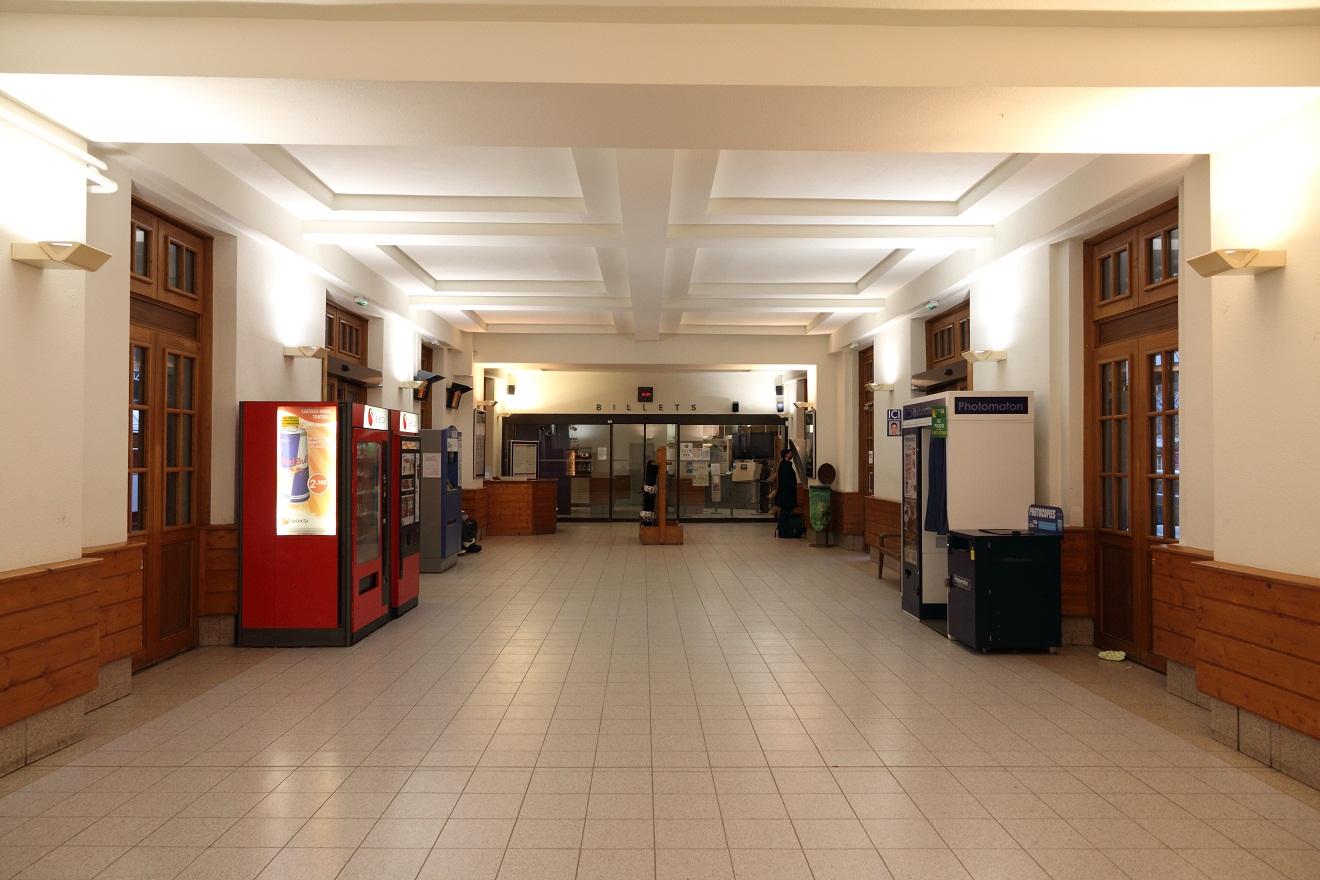
Salle d'attente de la gare en 2012.
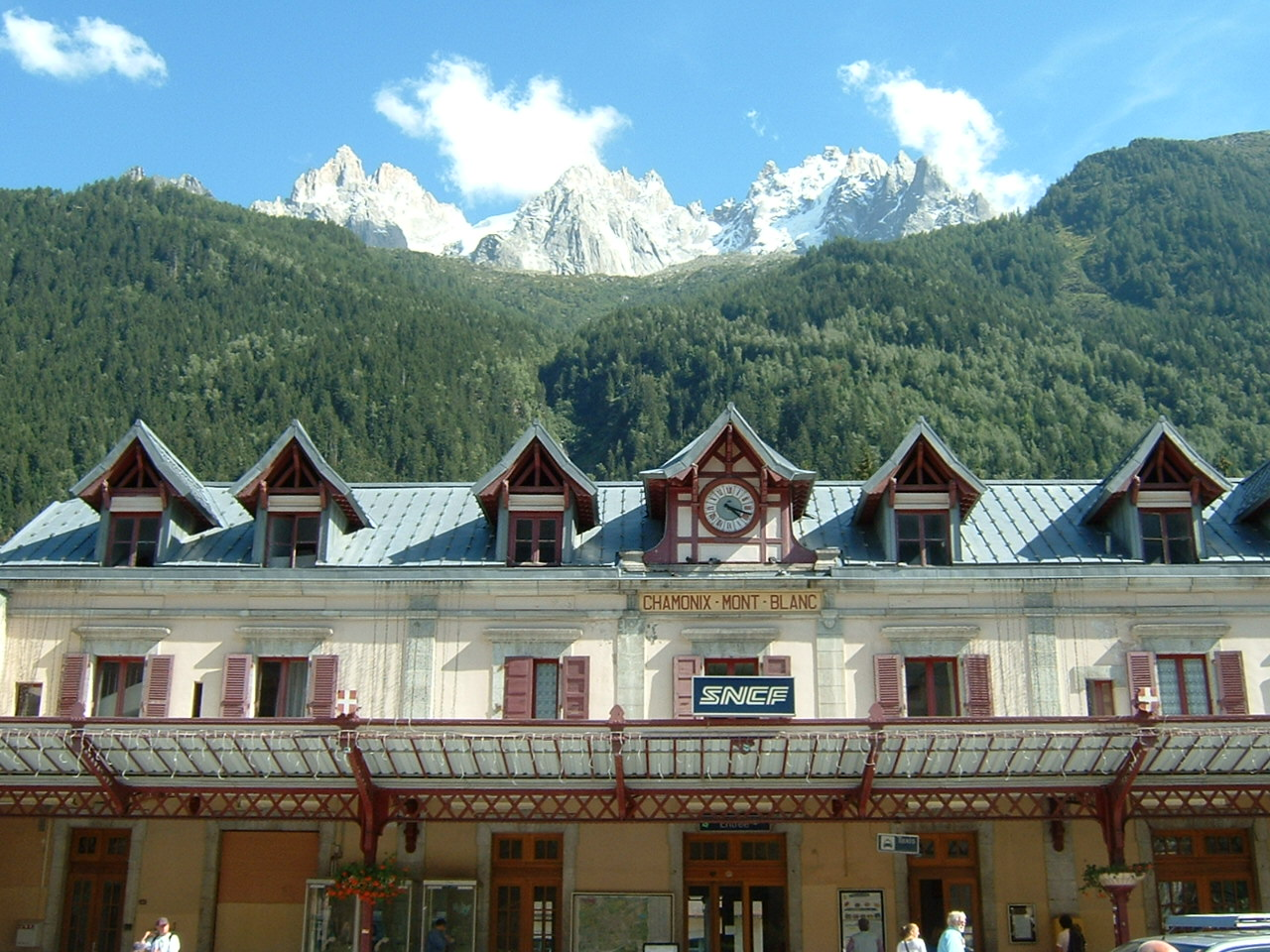
Façade de la gare de Chamonix-Mont-Blanc dominée par les aiguilles de Chamonix en 2002.